# والتر سكوت سميث جونيور
والتر سكوت سميث جونيور (بالإنجليزية: Walter Scott Smith, Jr.)‏ هو محامي وقاضي أمريكي، ولد في 26 أكتوبر 1940 في مارلين في الولايات المتحدة.